# 1º Jamboree mondiale dello scautismo
Il 1º Jamboree mondiale dello scautismo si tenne a Olympia, Londra, nel Regno Unito dal 30 luglio all'8 agosto 1920. L'evento fu tenuto in un grande palazzo di vetro adibito a centro conferenze chiamato appunto Olympia Centre. Più di 5000 scout si accamparono nel Old Deer Park nel vicino Richmond poiché non vi era spazio sufficiente nell'Olympia Centre e tutti gli scout ruotarono giorno per giorno per far partecipare tutti gli esploratori all'evento. Una notte il Tamigi straripò nel campo e gli scout vennero evacuati.
In questo jamboree Robert Baden-Powell fu acclamato Capo Scout mondiale.

## Esposizioni
Durante l'evento furono esposti una selezione di animali selvaggi provenienti da varie parti del mondo:
- Un alligatore proveniente dalla Florida
- Un coccodrillo dalla Giamaica
- Una leonessa dalla Rhodesia
- Delle scimmie dal Sudafrica
- Un piccolo elefante
- Un cammello